# Balta athertonae
Balta athertonae är en kackerlacksart som beskrevs av Morgan Hebard 1943. Balta athertonae ingår i släktet Balta och familjen småkackerlackor. Inga underarter finns listade.